# Poison Kiss
Poison Kiss (z ang. Zatruty Pocałunek) – to trzeci album amerykańskiej grupy muzycznej The Last Goodnight. Wydany został 28 sierpnia 2007, przez wytwórnię Virgin. Producentem krążka był Jeff Blue. Płyta odniosła duży sukces komercyjny, (otrzymała platynową płytę), a zwłaszcza singel Pictures of You, który w samej Europie zdobył dwie platyny. Piosenka używana była w reklamie sieci komórkowej Era.

## Lista utworów
1. "Poison Kiss" – 3:47
2. "Back Where We Belong" – 3:50
3. "Pictures of You" – 3:10
4. "Stay Beautiful" – 3:14
5. "This Is the Sound" – 3:18
6. "One Trust" – 3:55
7. "Return to Me" – 3:10
8. "Good Love" – 3:40
9. "If I Talk to God" – 3:16
10. "Push Me Away" – 3:00
11. "In Your Arms" – 3:31
12. "Incomplete" – 3:41
13. "When It All Comes Down" (bonus) – 2:58

## Sprzedaż
- Italian Albums Chart – 75
- U.S. Billboard Top Heatseekers – 5